# هدف (آلبوم)
هدف (به انگلیسی: Purpose) نام چهارمین آلبوم استودیویی خوانندهٔ کانادایی، جاستین بیبر است که در ۱۳ نوامبر ۲۰۱۵ منتشر شد.

## پیشینه انتشار
| کشور         | تاریخ          | نسخه             | فرمت                     | ناشر           | منبع                          |
| ------------ | -------------- | ---------------- | ------------------------ | -------------- | ----------------------------- |
| کانادا       | ۱۳ نوامبر ۲۰۱۵ | استاندارد        | سی‌دی                     | یونیورسال      | [ ۳ ]                         |
| ژاپن         | ۱۳ نوامبر ۲۰۱۵ | استاندارد دیلوکس | سی‌دی سی‌دی+ دی‌وی‌دی        | یونیورسال      | [ ۴ ]                         |
| ایالات متحده | ۱۳ نوامبر ۲۰۱۵ | استاندارد دیلوکس | سی‌دی دانلود دیجیتال ال‌پی | آربی‌ام‌جی دف جم | [ ۵ ] [ ۶ ] [ ۷ ] [ ۸ ] [ ۹ ] |
| کانادا       | ۲۷ نوامبر ۲۰۱۵ | استاندارد        | ال‌پی                     | یونیورسال      | [ ۱۰ ]                        |
| بریتانیا     | ۱۴ اکتبر ۲۰۱۶  | استاندارد        | کاست                     | ویرجین ئی‌ام‌آی  | [ ۱۱ ]                        |